# نسيب الحاج عزوز (مسلسل)
نسيب الحاج عزوز هي سلسلة فكاهية مغربية من إخراج حسن غنجة وإنتاج قناة دوزيم سنة 2009م، عرضت في شهر رمضان.

## القصة
علال هو موظف في الأربعينيات من عمره، ورغم جديته ونزاهته وتفانيه في العمل، إلا أنه لم يحقق أي تطور في مسيرته المهنية، وهو الأمر الذي جعله يقرر الاستفادة من "المغادرة الطوعية"، ليبدأ حياة جديدة.
اشترى بالمبلغ الذي حصل عليه شقة قام بكرائها، وقرر الاستقرار إلى جانب زوجته سلوى وابنيه، مؤقتا، عند والد زوجته الحاج عزوز.
علوان سيحاول التعايش مع الحاج عزوز المعروف بشحه وبتلاعباته، في الوقت الذي يبحث فيه عن عمل جديد.